# 胚胎

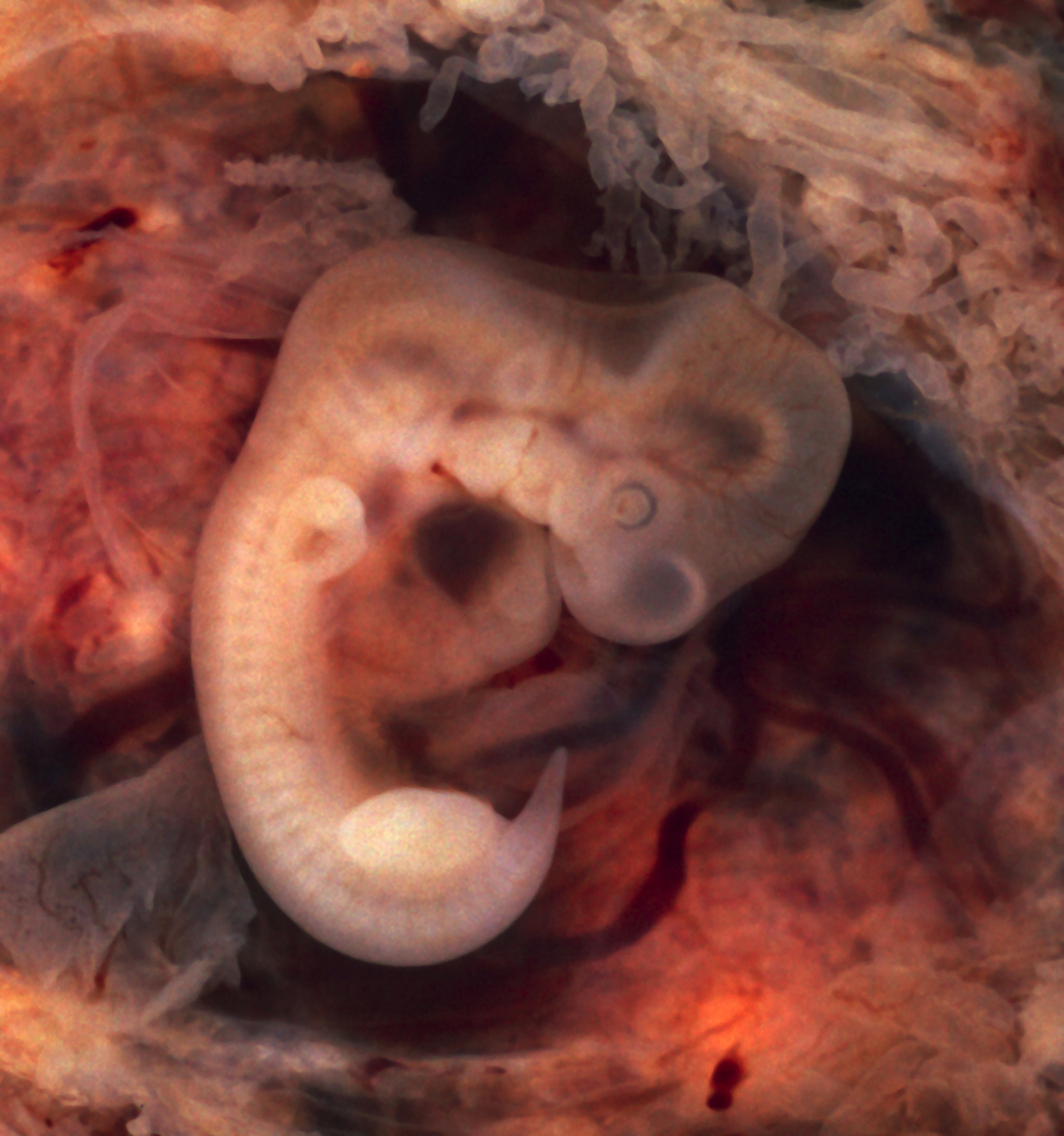
发育到第五周（或妊娠第七周）的人类胚胎

胚胎（英語：embryo）是专对有性生殖而言，指精子和卵子合成为合子之后，经过多次细胞分裂和细胞分化后形成的有发育成生物成体的能力的雏体。胚胎是发育生物学最早的阶段；广义上，指从受精卵到产出（或孵出）前的雏体；狭义上，指受精卵早期生长和分化阶段，尤其是人类胚胎，特指受精后第8周内的人胚。
有性繁殖的生物体裡，一旦精子使卵子受孕，卵子就变成受精卵，并同时拥有精子和卵子的DNA。植物、动物、部分原生物中，受精卵会自发细胞分裂，并形成一个多细胞的生物体。胚胎指的就是这个发展形成过程的最初阶段，从受精卵开始第一次分裂，到下一阶段发展开始前。